# Sore (zespół muzyczny)
Sore – indonezyjski zespół indierockowy, założony w 2002 roku.
Ich debiutancki album Centralismo (2005) został uznany przez „Time Magazine Asia” za „jeden z pięciu azjatyckich albumów, które warto kupić”, natomiast utwór „No Fruits For Today” znalazł się na pozycji 138. w zestawieniu 150 najlepszych indonezyjskich utworów wszech czasów, ogłoszonym na łamach indonezyjskiego wydania magazynu „Rolling Stone”.
W 2018 r. skład zespołu przedstawiał się następująco: Ade Firza Paloh – gitara, wokal; Awan Garnida – bas, wokal; Reza Dwi Putranto – gitara, wokal; Bemby Gusti Pramudya – perkusja, wokal.

## Dyskografia
Albumy studyjne
- 2005: Centralismo
- 2008: Ports of Lima
- 2015: Los Skut Leboys[6]